# Karen Aabye
Karen Lydia Aabye (* 19. September 1904 in Kopenhagen; † 15. September 1982 in Bagsværd, Dänemark) war eine dänische Schriftstellerin und Journalistin.

## Leben und Werk
Karen Aabye war eine Tochter des Großhändlers Rudolph Christian Frederik Aabye (1859–1927) und der Franciska Maren Christine Petersen (1874–1961). Sie verbrachte ihre Jugendzeit in Kopenhagen und besuchte dort die Karen Kjær’s Schule. Seit 1929 arbeitete sie als Journalistin in Paris und verfasste in dieser Eigenschaft Beiträge für das Wochenmagazin Skandinaver i Paris. Nachdem sie 1932 wieder in ihr Heimatland zurückgekehrt war, fand sie eine Anstellung als Redaktionssekretärin beim Politikens Lytterblad. 1936 verdingte sie sich bei der dänischen Tageszeitung Politiken, für die sie als Auslandskorrespondentin zuerst nach London, dann aber wieder nach Paris ging. Ab 1937 war sie schließlich dauerhaft als Mitarbeiterin der dänischen Tageszeitung Berlingske Tidende tätig.
Neben ihrer journalistischen Karriere verfolgte Aabye, die unverheiratet blieb, ab Ende der 1930er Jahre auch eine Laufbahn als Romanautorin. In ihren diesbezüglichen Werken dominieren starke und einfühlsame Frauenfiguren. Schon in ihrem ersten Roman Det er langt til Paris (Es ist ein langer Weg nach Paris, 1939) wies sie viel Feingefühl und Talent auf. Nach zwei weiteren Gegenwartsromanen erlangte sie während des Zweiten Weltkriegs einen bedeutenden Ruf als Schriftstellerin durch die historische Trilogie Det skete ved Kisum Bakke (Es geschah in Kisumbakke, 1942), Fruen til Kejsergaarden (Die Herrin von Kejsergaarden, 1943) und Vi der elsker Livet (Wir, die das Leben lieben, 1944). Daraufhin verfasste sie den sich um das Zirkusleben drehenden Roman Jupiter glemmer aldrig (Jupiter vergisst nicht, 1945). Das Emigrantenleben von Dänen, die während der deutschen Besatzungszeit im Zweiten Weltkrieg nach Schweden fliehen, schilderte Aabye in Vi skal snart hjem (Wir gehen bald heim, 1946).
Aabye wandte sich dann dem Genre der Reisebücher zu, als sie Dejligt at Amerika ikke ligger lang herfra (Das schöne Amerika ist nicht weit entfernt, 1949) verfasste. In das gleiche Genre gehört auch ihr später herausgebrachtes Werk Irland, min tossede ø (Irland, meine verrückte Insel, 1963). Großen Erfolg erzielte die Autorin Anfang der 1950er Jahre mit ihrer im Bauernmilieu Jütlands des 19. Jahrhunderts spielenden Martine-Romanreihe. Diese dreht sich um Martine und ihren Sohn Janus, der nach dem Tod seiner Mutter nach Amerika auswandert. Zu der Reihe gehören Martine (1950), Min søn Janus (Mein Sohn Janus, 1951), Brænd dine skibe (Verbrenne deine Schiffe, 1952), Det gyldne land (Das goldene Land, 1953) und Den røde dal (Rotes Tal, 1954). Popularität erreichten auch Aabyes fiktive Biographien Grevinden af Bagsværd (Gräfin von Bagsværd, 1958) und Min bedstemor er jomfru (Meine Großmutter ist eine Jungfrau, 1965). Eine Essay-Sammlung der Autorin erschien unter dem Titel Fra mit skovhus (Von meinem Waldhaus, 1968).